# Hongkong i olympiska sommarspelen 1996
Hongkong deltog i de olympiska sommarspelen 1996 med en trupp bestående av 23 deltagare. En av idrottarna tog guld.

## Medalj

### Guld
- Lee Lai Shan - Segling, Mistral